# Aequsomatus annulatus
Aequsomatus annulatus är en spindeldjursart som först beskrevs av Alfred Nalepa 1897.  Aequsomatus annulatus ingår i släktet Aequsomatus, och familjen Eriophyidae. Arten är reproducerande i Sverige.